# チャイルドフッド
チャイルドフッドは、かつて沖縄県にあった出版社である。
グルメ情報誌「100Series」および生活情報フリーブック便利帳シリーズの発行、総合生活サイト「エンタモ」の運営等を行っていた。
初出版となる「Cafe100」がベストセラーとなり、「100シリーズ」を続々と発刊した。
一時はグリーンシートに登録し上場を目指すも、急激な規模拡大と多角化が裏目に出て経営が悪化。事業及び人員の大幅な整理を行うとともに、グリーンシート登録も取り消し経営再建に取り組んだが業況は好転せず、2007年11月28日付の株主総会にて解散を決議した。

## 沿革
- 2001年3月1日 - 個人事業「編集工房チャイルドフッド」を創業。
- 2001年9月 - 100シリーズ出版の企画を開始。
- 2002年1月1日 - 株式会社チャイルドフッドへと組織変更。
- 2003年11月26日 - グリーンシート市場へ株式を登録。
- 2004年3月 - おもろまちに直営店「Sample Box」を開業。
- 2004年8月 - 企業向け (BtoB) 月刊誌フリーペーパー「BIZarea」創刊。
- 2004年8月 - 福岡市中央区天神に九州支社を設立。
- 2004年9月 - 福岡市中央区天神に「Sample Box福岡」を開業。
- 2005年8月 - チャイルドフッド九州オフィスを閉鎖し、事業機能を沖縄本社に統合。
- 2006年5月 - 東京オフィスを始動（東京都港区）。
- 2007年11月28日 - 株主総会で解散を決議。